# The Legend of Heroes: Trails of Cold Steel
The Legend of Heroes: Trails of Cold Steel (英雄伝説 閃の軌跡, Eiyuu Densetsu Sen no Kiseki, lit: 'La llegenda dels herois: Traces centellejants') és un videojoc de rol desenvolupat per Nihon Falcom. El joc forma part de la sèrie Trails, i alhora de la sèrie més gran The Legend of Heroes. Va sortir a la venda per primera vegada al Japó el 2013 per a PlayStation 3 i PlayStation Vita. Posteriorment, Xseed Games va localitzar i publicar el joc a les regions angleses el 2015. Xseed també va publicar-ne un port per a Microsoft Windows el 2017, que conté línies de veu en anglès addicionals que no existeixen a la versió original. També se'n va publicar al Japó un altre port per a PlayStation 4 el 2018 i a la resta del món l'any següent. El 8 de juliol de 2021 se'n va publicar un port per a Nintendo Switch al Japó i Àsia. Una seqüela directa, The Legend of Heroes: Trails of Cold Steel II, va sortir a finals de 2014.

## Jugabilitat
La jugabilitat de Trails of Cold Steel és semblant a la dels jocs anteriors de la sèrie Trails. Es tracta d'un videojoc de rol tradicional japonès amb combats per torns. Aquest joc introdueix un sistema de càmera lliure i models de personatges totalment en 3D.
El joc té un nou sistema de batalla, dissenyat perquè les ordres dels combats se seleccionin a un ritme més ràpid. El sistema permet als jugadors emparellar personatges amb un sistema de "Lligam" (Link en anglès), que permet fer atacs extres i ofereix altres avantatges. Els lligams esdevenen una mecànica més útil per al jugador a mesura que avança la història i els personatges van augmentant els seus "Nivells de lligam" amb altres personatges. Cold Steel manté el sistema de batalla "TA" (temps d'acció), que mostra els torns dels aliats i els enemics en una barra a la pantalla. El sistema d'Orbements (Orbment en anglès) dels jocs anteriors s'ha simplificat. Trails of Cold Steel hereta el sistema "Quars Major" (Master Quartz en anglès) de Trails to Azure.
Els jugadors també poden transferir dades desades entre les versions de PlayStation 3, PlayStation Vita i PlayStation 4 mitjançant la funcionalitat de cross-save.

## Trama
El joc està ambientat a l'Imperi d'Erebònia. Té lloc després de la trilogia Trails in the Sky i passa al mateix temps que Trails from Zero i Trails to Azure.
La trama del joc se centra al voltant d'en Rean Schwarzer i els seus companys de la "Classe VII" a l'Acadèmia Militar de Thors, que és una classe acabada de formar composta tant per la noblesa ereboniana com per plebeus. Es tracta de l'única classe en tota l'acadèmia que no segrega en funció de la classe social. El joc segueix la classe VII al llarg del curs escolar, i se centra en els seus viatges d'estudis que els porten a diverses ciutats i zones d'Erebònia. La raó per la qual fan això és perquè la classe sigui testimoni de primera mà de la realitat de l'Imperi, ja que la lluita pel poder entre els nobles aristocràtics i els reformistes de la classe treballadora dirigida pel canceller Giliath Osborne amenaça de desencadenar una guerra civil. Al mateix temps, els estudiants entren cada cop més en conflicte amb un grup terrorista conegut més tard amb el nom de "Front d'Alliberament Imperial" (Imperial Liberation Front en anglès), dirigit per en "C", el seu líder emmascarat però carismàtic.

## Desenvolupament i publicació
El desembre de 2012, Nihon Falcom va anunciar que un nou joc de Trails estava en desenvolupament per a PlayStation 3 i PlayStation Vita, titulat Eiyuu Densetsu: Sen no Kiseki. Va ser desenvolupat amb el motor de joc PhyreEngine.
El joc va sortir per primera vegada al Japó amb el nom d'Eiyuu Densetsu: Sen no Kiseki el 26 de setembre de 2013 per a PlayStation 3 i PlayStation Vita. Al desembre, el director general i productor de sèries de Falcom, Toshihiro Kondo, va dir que, tot i que la base de jugadors tenia majoritàriament al voltant de trenta anys quan la sèrie es publicava a l'ordinador, canviar els dissenys dels personatges de Trails from Zero i posteriors va aconseguir atreure el públic més jove, fent que la base de jugadors de Sen no Kiseki es trobi principalment entre finals de l'adolescència fins a principis dels vint anys.
El juny de 2014 es va publicar una localització xinesa i coreana de Trails of Cold Steel amb l'ajuda de Sony Computer Entertainment Japan Asia. En aquell moment, es desconeixia si hi hauria un llançament en anglès.
El 22 de desembre de 2015 es va publicar una localització del joc en anglès de Xseed Games per a PS3 i Vita amb el nom de The Legend of Heroes: Trails of Cold Steel. Va ser publicat per Xseed a Amèrica del Nord i a Europa per NIS America. Un port per a Microsoft Windows va sortir a tot el món el 2 d'agost de 2017; aquesta versió inclou línies de veu addicionals que no es troben a la versió original.
The Legend of Heroes: Trails of Cold Steel I: Kai -Thors Military Academy 1204-, una versió del joc remasteritzada per a PlayStation 4, va sortir al Japó el 8 de març de 2018. Inclou moltes funcions de la versió de Windows, com ara suport per a la resolució 4K i una funció de combat "saltar a alta velocitat". La versió remasteritzada de PS4 va sortir a Amèrica del Nord el 26 de març de 2019 i a Europa el 29 de març. El 8 de juliol de 2021 va sortir-ne un port al Japó i Àsia per a Nintendo Switch, desenvolupat i publicat per Clouded Leopard Entertainment.

## Recepció
The Legend of Heroes: Trails of Cold Steel va rebre crítiques "generalment favorables" segons l'agregador de ressenyes Metacritic. Famitsu va donar a les versions de PS3 i PS Vita una puntuació de 34/40. PlayStation LifeStyle va dir que és "una obra mestra dels jocs de rol amb tot l'essencial: la localització superior de Xseed, que evita els tòpics de l'anime a favor de la profunditat real; un conjunt addictiu de mecàniques de simulació de vida, des de relacionar-se amb tots els personatges encantadors fins a cuinar un munt de plats; i un sistema de combat que premia la personalització i la cooperació entre els membres de l'equip".
Hardcore Gamer va dir que "és sens dubte el millor JRPG d'aquest any" i que "si això és el que ens espera amb els futurs títols de Legend of Heroes, segur que el gènere JRPG té un futur brillant al davant". Kimberley Wallace de Game Informer va afirmar que, amb "un combat divertit, girs interessants i un sistema social genial, Trails of Cold Steel és un dels meus jocs de rol favorits recents". Adriaan den Ouden de RPGamer va dir que era el seu joc de rol preferit del 2015.
Multiplayer.it va dir que Cold Steel és "complex, profund i variat, i presenta una història i un escenari sorprenentment realistes i madurs" i un "elenc de personatges inoblidables". Destructoid va dir que "segueix moltes convencions clàssiques dels JRPG" i "no fa gaires coses que no s'hagin fet abans", però va concloure que "el sistema de combat aguanta el temps, i els personatges són prou encantadors per voler veure la història fins al final".
En una ressenya de la localització en anglès, RPGSite va assenyalar que no hi havia hagut versions en anglès dels dos títols anteriors Trails from Zero i Trails to Azure, argumentant que l'absència d'aquests dos jocs feia més difícil que els jugadors de la versió en anglès comprenguessin completament la narrativa en conjunt. Als Japan Game Awards 2013 del Tokyo Game Show, el joc va ser nomenat com un dels onze títols guanyadors de la Divisió del Futur.

### Vendes
El 2013, durant la primera setmana després del llançament, la versió de PlayStation Vita va vendre més que la versió de PlayStation 3, ocupant el segon lloc a les llistes de vendes de programari de Media Create amb 81.622 còpies venudes, en comparació amb les 67.718 còpies venudes per a la versió PS3 en quart lloc. El joc va reportar beneficis significatius a Falcom, amb 1.900 milions de iens en vendes netes i 700 milions de iens en benefici d'explotació.